# Florian Silbereisen
Florian Silbereisen (n. Tiefenbach; 4 de agosto de 1981) es un cantante y presentador de televisión alemán.
Desde febrero de 2004, Silbereisen es presentador del programa musical Feste der Volksmusik, que se emite los sábados en Das Erste en  horario estelar.
En 2015, Silbereisen fundó el trío vocal de música schlager KLUBBB3.